# Lilium sempervivoideum
Lilium sempervivoideum ist eine Pflanzen-Art aus der Gattung der Lilien (Lilium) in der asiatischen Sektion innerhalb der Familie der Liliengewächse (Liliaceae).

## Beschreibung
Lilium sempervivoideum ist mehrjährig und wird 15 bis 45 Zentimeter hoch. Die annähernd kugelförmige Zwiebel erreicht einen Durchmesser von 2,3 bis 3 Zentimetern und setzt sich aus zahlreichen lanzettlichen Schuppen zusammen, die 2,5 bis 3 Zentimeter lang und 5 bis 10 Millimeter breit werden.
Die sechzehn bis dreißig linealischen Laubblätter stehen verteilt entlang des haarlosen, papillösen Stängels, sind 2,5 bis 5,5 Zentimeter lang und 2 bis 4 Millimeter breit.
Die Pflanze blüht im Juli mit einer endständigen, glockenförmigen Blüte. Die sechs Blütenhüllblätter (Tepalen) sind weiß, fein purpurrot gefleckt und 3,5 bis 4 Zentimeter lang. Die äußeren Tepalen sind lanzettlich und 5 bis 10 Millimeter breit, die inneren elliptisch und 1,2 bis 1,5 Zentimeter breit.

## Verbreitung
Lilium sempervivoideum ist endemisch in Sichuan und Yunnan (China) in Höhenlagen zwischen 2400 und 2600 m. Dort wächst sie auf Hangwiesen zwischen Felsen.

## Taxonomie und Systematik
Lilium sempervivoideum wurde erstmals 1911 durch Edouard-Ernest Maire gesammelt und 1915 von Joseph-Henri Léveillé in Bulletin de Géographie Botanique: organe mensuel de l'Académie Internationale de Botanique Band 25 Seite 38 erstbeschrieben. Grundlage für das (öfter kritisierte) Epitheton war der optische Eindruck der getrockneten Zwiebel, der Léveillé an den Habitus einer Hauswurz (Sempervivum) erinnerte.
1922 entschloss sich Ernest Wilson, auf die geplante Erstbeschreibung von Lilium amoenum zu verzichten, als er das Typexemplar von Lilium sempervivoideum in Edinburgh sah, da er sie für identisch hielt und behandelte Lilium amoenum als synonym. Joseph Robert Sealy teilte diese Ansicht jedoch nicht und lieferte 1949 die formale Erstbeschreibung für Lilium amoenum nach. 1984 nahm Sung Yun Liang die Zusammenfassung wieder auf und stellte Lilium amoenum als Unterart zu Lilium sempervivoideum; aufgrund eines formalen Fehlers ist seine Beschreibung jedoch ungültig. Dessen ungeachtet ist die enge Verwandtschaft beider Arten offensichtlich.
1986 stufte McKean Lilium sempervivoideum als Unterart von Lilium bakerianum ein; diese Ansicht setzte sich jedoch nicht durch.
Die 1985 von Long Jin Peng erstbeschriebene Lilium pinifolium wurde 1994 von S. Yun Liang als Unterart zu Lilium sempervivoideum gestellt; die Bearbeiter der Flora of China folgten seiner Ansicht jedoch nicht.